# ASPTT Nancy-Laxou floorball
 (décembre 2011).
Maillots
L'ASPTT Nancy-Laxou floorball surnommé les Loups lorrains est une section de l'ASPTT Nancy Meurthe-et-Moselle qui regroupe près de 4 000 adhérents[réf. nécessaire] et propose la pratique de nombreux sports dont le floorball.
Section fondée en 2010 et basée  à Nancy, elle a intégré le championnat de France de Division 2 en 2011.

## Historique
Une équipe de floorball nait au sein du Foyer des jeunes travailleurs « Le Normandie » de Laxou, à proximité de Nancy en octobre 2010. En novembre, les premiers entrainements se déroulent dans le gymnase Sadoul, grâce au soutien de l'ADHaJ auprès de la mairie de Laxou,.
En mars 2011, le logo du club est créé en prévision de l'entrée en championnat 2011-2012. En avril, mise en ligne du site internet officiel et de la page Facebook du club. Au mois de juin, l'équipe est intégrée au sein de l'ASPTT Nancy Meurthe-et-Moselle. Le club fait ses débuts en division 2 en septembre, disputant sa première journée de championnat le 23 octobre 2011 à Lyon. En novembre, signature d'une convention avec la première association française de protection des loups, FERUS.
Les Loups lorrains organisent pour la première fois une journée de championnat à Nancy en février 2012. Les Loups lorrains terminent 3e de leur groupe de championnat.
En février 2013, les Loups lorrains organisent pour la deuxième fois une journée de championnat à Nancy. Ils terminent 4e de leur groupe de championnat.
En février 2014, les Loups lorrains organisent pour la troisième fois une journée de championnat à Nancy. Ils terminent 3e de leur groupe de championnat.

## Palmarès
| Saison    | Division    | MJ | Gagnés | Nuls | Perdus | BP | BC | Diff. | Classement final                          |
| --------- | ----------- | -- | ------ | ---- | ------ | -- | -- | ----- | ----------------------------------------- |
| 2018-2019 | Division 3  | 2  | 1      | 1    | 0      | 10 | 9  | 1     |                                           |
| 2017-2018 | Division 3  | 8  | 4      | 0    | 4      | 40 | 47 | -7    | 4e de la poule Est                        |
| 2016-2017 | Nationale 2 | 10 | 3      | 1    | 6      | 32 | 40 | -8    | 5e de la poule est, relégué en Division 3 |
| 2015-2016 | Nationale 2 | 12 | 1      | 0    | 11     | 17 | 94 | -77   |                                           |
| 2014-2015 | Nationale 2 | 12 | 4      | 0    | 8      | 40 | 56 | -16   |                                           |
| 2013-2014 | Nationale 2 | 10 | 3      | 3    | 4      | 49 | 46 | 3     | 3e de la poule C, conférence sud-est      |
| 2012-2013 | Nationale 2 | 8  | 3      | 0    | 5      | 28 | 50 | -22   | 4e de la poule C, conférence sud-est      |
| 2011-2012 | Nationale 2 | 7  | 2      | 1    | 4      | 23 | 30 | -7    | 3e de la poule C, conférence sud-est      |